# Orbigny
Orbigny is een gemeente in het Franse departement Indre-et-Loire (regio Centre-Val de Loire). De plaats maakt deel uit van het arrondissement Loches. Orbigny telde op 1 januari 2022 711 inwoners.

## Geografie
De oppervlakte van Orbigny bedroeg op 1 januari 2022 65,88 vierkante kilometer; de bevolkingsdichtheid was toen 10,8 inwoners per km².

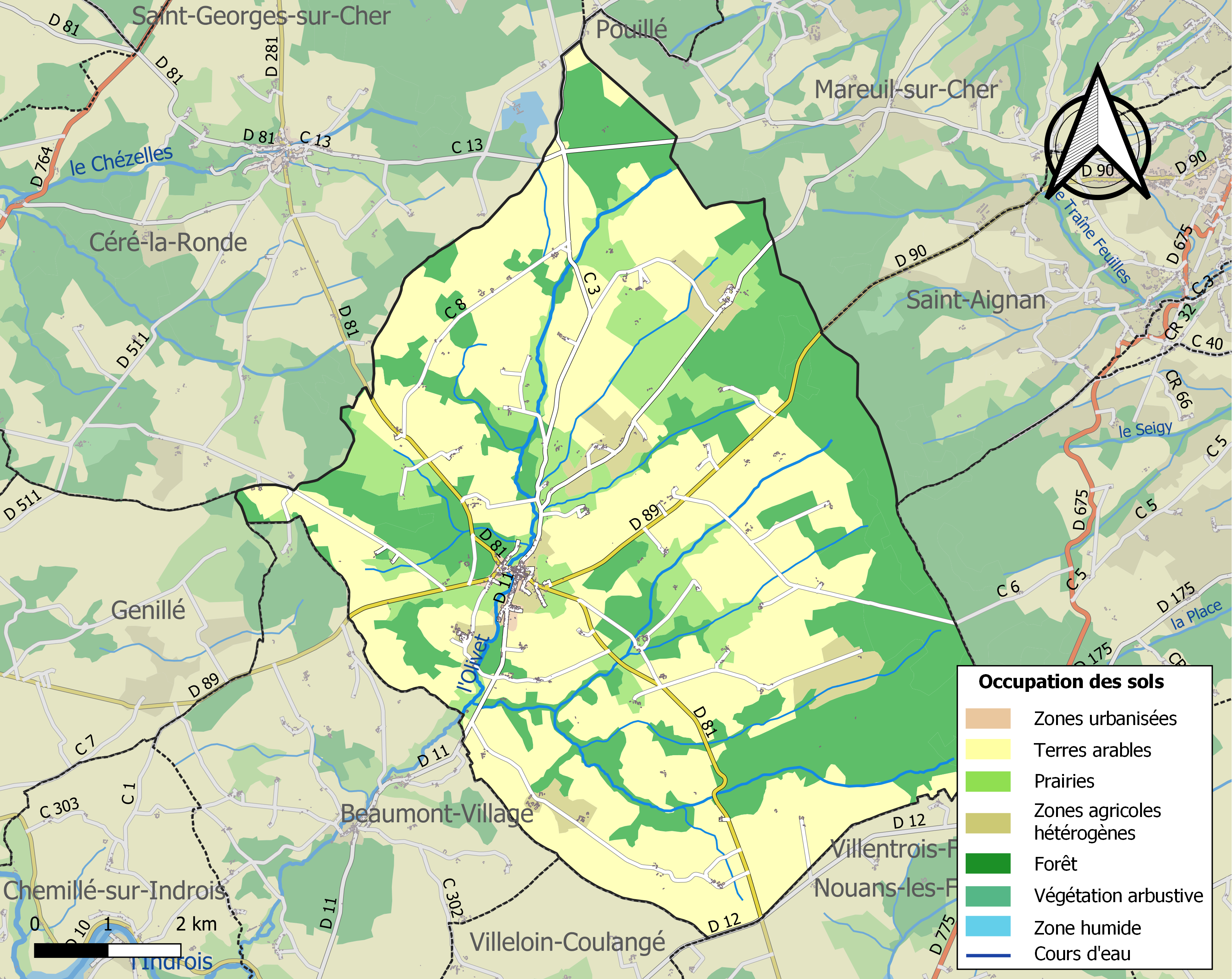
Kaart van de gemeente met belangrijkste infrastructuur, bodemgebruik en omliggende gemeenten

## Demografie
Onderstaande figuur toont het verloop van het inwonertal (bron: INSEE-tellingen).